# Pretty Guardian Sailor Moon Cosmos - Il film
Pretty Guardian Sailor Moon Cosmos - Il film (劇場版「美少女戦士セーラームーンCosmos」?, Gekijōban Bishōjo Senshi Sērā Mūn Kosumosu) è un film d'animazione del 2023 diviso in due parti, prodotto da Toei Animation.
Il film è il sequel del film d'animazione Pretty Guardian Sailor Moon Eternal - Il film (2021) e copre gli eventi dell'arco narrativo Stars, comprendente i capitoli del manga compresi fra il 50 e il 60. Si tratta del quinto lungometraggio dedicato al personaggio e rappresenta la conclusione della serie anime Pretty Guardian Sailor Moon Crystal.

## Trama

### Prima parte
Mesi dopo aver sconfitto il Dead Moon Circus, Usagi Tsukino e le sue amiche continuano a vivere una vita pacifica come normali studentesse delle scuole superiori nel distretto Azabu-Jūban di Minato a Tokyo. Chibiusa, avendo ormai completato il suo addestramento da guerriera Sailor, ritorna nel XXX secolo insieme a Diana.
Nel frattempo, Shadow Galactica, un'organizzazione dedita al furto in tutta la galassia degli Star Seeds, dei cristalli contenuti in tutte le forme di vita ed incarnazione della vita stessa, sotto la guida di Sailor Galaxia, pone le proprie mire sulla Terra. Mamoru Chiba, il ragazzo di Usagi, ha intenzione di studiare all'estero negli Stati Uniti; tuttavia, all'aeroporto locale, Mamoru scompare poco dopo aver chiesto ad Usagi di sposarlo, poiché Galaxia gli sottrae il Golden Crystal. Incapace di accettare la scomparsa di Mamoru, Usagi sviene, venendo successivamente recuperata dai Three Lights, un trio di idol apparentemente uomini, composto dai gemelli Seiya, Yaten e Taiki Kou:   essi sono in realtà una copertura delle Sailor Starlights, un trio di guerriere Sailor di un altro sistema stellare giunto sulla Terra per rintracciare la loro principessa Kakyuu. Usagi nasconde l'accaduto, ritenendolo troppo traumatico, mentre una misteriosa bambina di nome ChibiChibi si insedia a casa Tsukino, similmente a come aveva fatto Chibiusa dopo il suo arrivo nel XX secolo.
Nel tentativo di ravvivare l'umore di Usagi, la quale crede erroneamente che Mamoru si stia limitando soltanto a spedirle cartoline sospette, Minako decide di partecipare insieme alle amiche al concerto dei Three Lights, che viene tuttavia preso d'assalto da una misteriosa guerriera Sailor, Sailor Iron Mouse; quest'ultima minaccia di strappare gli Star Seeds delle guerriere e avviene l'incontro tra le Sailor del Sistema Solare e il trio delle Sailor Starlights (composto da Sailor Star Fighter, Sailor Star Healer e Sailor Star Maker), che sconfiggono Sailor Iron Mouse. La dissoluzione del corpo dell'avversaria in polvere richiama in Usagi il trauma della morte di Mamoru, che rimane però seppellito nel suo inconscio.
Il giorno successivo, i Three Lights iniziano a frequentare la stessa scuola di Usagi e delle sue amiche, con lo stupore degli studenti: percependo nella ragazza il potere dei pianeti, i Three Lights si approcciano a Usagi, venendo tuttavia attaccati da Sailor Aluminium Siren. Nella lotta che ne consegue, Aluminum Siren, dopo aver rivelato di essere anche lei una Guerriera Sailor, riesce a braccare Sailor Mercury e Sailor Jupiter e a strappare i loro Sailor Crystal sotto gli occhi attoniti delle loro compagne, prima di essere uccisa dalle Sailor Starlights.
Avendo individuato in Shadow Galactica il loro nemico, Rei decide insieme a Minako di tenere sott'osservazione il misterioso trio: sul tetto della scuola, le ragazze svelano reciprocamente la loro identità con le Starlights. Improvvisamente, Sailor Mars e Sailor Venus vengono richiamate dalle urla di Phobos e Deimos, i due corvi che abitano al tempio Hikawa del nonno di Rei, minacciate dall'arrivo di Sailor Lead Crow: quest'ultima di buona misura estrae e polverizza i loro Star Seeds, dopo aver rivelato di provenire dal pianeta Coronis e di aver ucciso la guerriera protettrice, Sailor Coronis, per conto di Galaxia, nella speranza che quest'ultima le donasse un proprio Star Seed. Nello scontro che segue, Sailor Moon riesce a sconfiggere Lead Crow, ma Galaxia strappa gli Star Seeds di Sailor Mars e Sailor Venus, facendo riaffiorare nuovamente il trauma della morte di Mamoru e delle amiche nella mente di Usagi, che sviene. I Three Lights riportano una Usagi priva di sensi a casa sua e Seiya si accorge della natura stellare di ChibiChibi, nonché di un misterioso incensiere che la bambina ha con sé.
Haruka, Michiru e Setsuna individuano in una pioggia di stelle cadenti avvenuta tempo prima la chiave dell'avanzata di Shadow Galactica e decidono di dirigersi ai castelli presenti sui satelliti in orbita attorno ai loro pianeti protettori per ergere una barriera difensiva: Sailor Pluto, assieme alla sua Guardian Pluto, scopre insieme a Sailor Uranus e Sailor Neptune che il nemico si è già infiltrato nel Sistema Solare. Immediatamente la guerriera si ritrova a doversi difendere dall'attacco di Sailor Galaxia, a cui segue l’arrivo di Sailor Saturn.
Sulla Terra, Usagi viene avvicinata da Nyanko Suzu, studentessa trasferitasi dalla Libia che subito si mostra interessata alla spilla contenente il Silver Moon Crystal: la ragazza si rivela successivamente come Sailor Tyn Nyanko, altra emissaria di Shadow Galactica, che attacca immediatamente Luna e Artemis, riconoscendoli come abitanti del pianeta Mau. A seguito di uno scontro in cui i tre si rinfacciano rispettivamente l'aver ucciso la loro guerriera protettrice, Sailor Mau, e aver abbandonato il pianeta a scapito di Sailor Moon, Sailor Tyn Nyanko ferisce gravamente Luna, Artemis e Diana, giunta dal futuro per assistere Sailor Moon: i tre abbandonano le fattezze umane ritornando alla forma di gatti e Sailor Tyn Nyanko fugge con l'arrivo delle Sailor Starlights.
Usagi viene condotta insieme ai tre gatti nell'appartamento dei Three Lights, dove ad attenderla c'è anche la principessa Kakyuu, che emerge dall'incensiere presente in camera di Usagi e protetto da ChibiChibi. La principessa svela alla ragazza la missione di Sailor Galaxia: ottenere tutti gli Star Seeds della galassia e diventare la guerriera più forte. Quest'ultima attacca successivamente le ignare Usagi e ChibiChibi in un parco giochi deserto dove, facendo leva sulla scomparsa dell'amato e delle amiche, tenta di far sprofondare la ragazza nella disperazione, ma l'intervento di ChibiChibi spinge Galaxia alla ritirata.
In seguito, viene svelato il passato di Galaxia: ella nacque in un piccolo pianeta sperduto da lei stessa considerato "spazzatura" e, pur essendo una sailor, vagò a lungo per la galassia distruggendo i pianeti che a lei non sembravano utili, in cerca di una stella più potente e grande che potesse essere sua. In un pianeta abitato da strani uomini-pesce, un giorno incontrò Death Phantom che la condusse sulla stella Sagittarius Zero, il luogo in cui vi è il calderone in cui nascono le stelle, il Galaxy Cauldron, e le spiegò chi era Chaos e il suo scopo. Decise che quella era la sua stella e decise di fiancheggiare Chaos nel suo piano di conquista della galassia, con l'intento però di sbaragliare Chaos e ottenere il controllo del Galaxy Cauldron, e di conseguenza della galassia. Nel frattempo, Sailor Tyn Nyanko si prostra ai piedi di Galaxia per invocare il suo perdono, ma viene uccisa in quanto ritenuta un fallimento.
Nel disperato tentativo di salvare le sue amiche e Mamoru, Usagi unisce le forze con le Sailor Starlights per sfidare Sailor Galaxia, in quella che potrebbe essere la sua più grande e forse ultima battaglia. 
In una scena dei titoli di coda si vede Sailor Galaxia trepidante per l'arrivo di Sailor Moon nel suo castello.

### Seconda parte
Sailor Moon, insieme alla principessa Kakyuu, le Sailor Starlights e Sailor Chibi Chibi, decide di andare alla ricerca delle Outer Senshi, apprendendo amaramente nel Charon Castle di Plutone che le quattro guerriere sono state tutte uccise da Sailor Galaxia, che ha trafugato i loro Star Seeds. 
Desiderosa di salvare le persone a lei care, Sailor Moon sceglie di farsi guidare da Kakyuu verso Sagittarius Zero Star, posta al centro dell'universo, base di Shadow Galactica. Ad attendere le guerriere vi sono Sailor Lethe e Sailor Mnemosyne, custodi rispettivamente dei Fiumi dell'Oblio e della Memoria. Nel momento in cui Sailor Lethe sta per uccidere Sailor Moon, Sailor Mnemosyne si frappone tra lei e la gemella: Sailor Moon decide a questo punto di risolvere i contrasti tra le due guardiane decidendo di sacrificare la propria vita. L'esitazione delle custodi sarà loro fatale, in quanto verranno subito uccise da Sailor Chi, che insieme alla compagna Sailor Phi riesce a strappare sia i loro Sailor Crystals che quelli delle Sailor Starlights, che muoiono sotto gli occhi della loro principessa Kakyuu. 
Sailor Moon, ChibiChibi e la principessa Kakyuu partono alla volta della fortezza di Galaxia, attestandosi nel cimitero delle Sailor. Qui incontrano l'ultima delle Animamates, Sailor Heavy Metal Papillon, che le attacca; intervengono qui dal futuro Sailor Chibi Moon e il Sailor Quartet, che eliminano la nemica. Improvvisamente irrompono sul campo di battaglia Sailor Phi e Sailor Chi, contro le quali la stessa principessa Kakkyu si rivolta trasformandosi in Sailor Kakyuu: Sailor Moon riuscirà ad eliminare entrambe le nemiche, ma non prima che Sailor Chi traffigga fatalmente il petto di Sailor Kakyuu, che spira tra le braccia di Sailor Moon con un augurio di un futuro migliore.
Improvvisamente, una luce dissolve il corpo della defunta Sailor Kakyuu e il suo Sailor Crystal viene trafugato: Sailor Moon si ritrova quindi a dover combattere contro le sue stesse amiche e Mamoru, riportati in vita da Sailor Galaxia tramite i suoi bracciali. Al termine di un feroce scontro, Sailor Moon sconfigge tra le lacrime le sue amiche, e si getta all'inseguimento di Mamoru e dei Sailor Crystals del sistema solare all'interno del castello. Giunta alla sala del trono, Sailor Moon ingaggia lo scontro finale contro Galaxia, che improvvisamente abbandona il salone portando con sé tutti i Sailor Crystals.
Sailor Moon e Sailor Galaxia si ritrovano quindi su un crepaccio affacciato sul Galaxy Cauldron, il mare primordiale dove nascono e muoiono tutte le stelle, dove ad attenderle vi è anche Chaos: qui Sailor Galaxia getta i Sailor Crystals e Mamoru stesso nel Cauldron, dissolvendoli definitivamente e portando anche alla scomparsa di Chibiusa, accorsa sul posto insieme a ChibiChibi. Sconvolta dalla perdita definitiva delle persone a lei più care, Sailor Moon sprigiona il suo massimo potenziale, che Galaxia intende apparentemente dividere con Chaos, ma di cui vuole servirsene per distruggerlo e per dominare incontrastata in tutta la galassia. Chaos, che oramai sta nascendo come stella, cerca di sbarazzarsi della stessa alleata, che si ritrova faccia a faccia con Sailor Moon che la protegge. Galaxia si domanda sul gesto della sua nemica, che le risponde di non voler perdere altre compagne. Sailor ChibiChibi esorta Sailor Moon a distruggere il Cauldron unitamente a Chaos, in modo che in futuro non possa pentirsi della scelta fatta, ma Sailor Galaxia asserisce che se anche distruggesse il Cauldron lo stesso rinascerebbe in altro luogo, e che quindi la battaglia non avrebbe comunque fine. Sailor Moon quindi capisce di dover avvolgere il Cauldron con il suo potere e tentare di riportarlo alla sua forma originale. Sailor Galaxia si accorge che la stella da lei tanto cercata era in realtà Sailor Moon, e in quel momento Chaos distrugge i suoi braccialetti, uccidendola.
Eternal Sailor Moon, decisa a usare il suo potere, sacrifica la propria vita per poter fermare la nascita della stella Chaos. Improvvisamente, Sailor ChibiChibi si rivela a lei come Sailor Cosmos, venuta da un remoto futuro in quanto incapace nel suo passato di sconfiggere Chaos, la cui stella è riuscita a nascere divenendo Sailor Chaos, che aveva disseminato morte e devastazione sotto i suoi occhi; pentitasi di non aver distrutto il Cauldron quando poteva, decise di tornare indietro nel tempo per guidare la sua vecchia sé sulla strada più giusta. Prima di gettarsi nel Cauldron, Sailor Cosmos dichiara Eternal Sailor Moon la vera Sailor Cosmos. 
Nel gettarsi nel mare primordiale, Eternal Sailor Moon chiede a tutti i Sailor Crystals della galassia di concederle i loro poteri e sprigionando il suo massimo potenziale, il suo corpo si tramuta in polvere. Il Sailor Quartet, i cui Sailor Crystals raggiungono il Cauldron, fanno la conoscenza di Sailor Cosmos, chiedendosi se sia la versione futura di Sailor Moon. Sailor Cosmos rivela loro che Sailor Moon, gettandosi nel Cauldron e avvolgendolo, è riuscita a riportare lo stesso alla sua forma originale, e l'unione di tutti i Sailor Crystals della Galassia ha dato vita al Cosmos Crystal, che con il suo Lambda Power sta permettendo a tutti i Sailor Crystals trafugati da Shadow Galactica, inclusi quelli delle guerriere del sistema solare, di tornare alle loro stelle di appartenenza. A questo punto, Sailor Cosmos fa in modo che i Sailor Crystals delle Sailor Quartet si uniscano agli altri e tornino nel loro tempo, per poi scomparire; successivamente, il suo Sailor Crystal si unisce agli altri in viaggio verso il suo tempo.
Usagi si risveglia in un luogo imprecisato, dove ritrova il suo amato Mamoru, le sue amiche e Chibiusa, che scompare con la promessa di rivedersi in futuro. Sopraggiunge quindi Guardian Cosmos, custode del Cosmos Crystal, e conferma loro di trovarsi all'interno del Cauldron, rivelando inoltre di aver conosciuto Queen Serenity quando era giunta nel Cauldron e di aver visto dentro di lei la luce del Sailor Crystal di Princess Serenity. Guardian Cosmos chiede al gruppo se rinascere a nuova vita o tornare sulla Terra con la stessa forma: appena il gruppo sceglie la seconda possibilità viene trasportato via come tutti gli altri Sailor Crystals. Guardian Cosmos rivela infine che Chaos si è sciolto nel mare primordiale ed è ancora presente dentro il Cauldron, sebbene sia talmente piccolo da non riuscire ad individuarlo, concludendo che potrebbe presto rinascere, in un remoto futuro. 
Nel finale, si vede Usagi sull'uscio di casa sua, accolta dal fratello Shingo, dai genitori e dalla gatta Luna, tornata in forze.
In una scena, sul finire dei titoli di coda, in un futuro non precisato avviene il matrimonio tra Mamoru e Usagi, con quest'ultima che percepisce il futuro arrivo di Chibiusa.

## Promozione
Il sequel è stato anticipato per la prima volta alla fine del secondo film di Sailor Moon Eternal (nella versione cinematografica giapponese e Blu-Ray/DVD). Solo nell'aprile 2022 però è stato ufficialmente annunciato il progetto,che avrebbe coperto l'arco narrativo "Stars" del manga, prodotto come film anime in due parti e intitolato -"Pretty Guardian Sailor Moon Cosmos The Movie "(劇場版「美少女戦士セーラームーンCosmosコスモス」,  Gekijōban Bishōjo Senshi Sērā Mūn Kosumosu). La maggior parte dei membri chiave dello staff di "Sailor Moon Eternal" sono tornati,con Kazuyuki Fudeyasu che ha curato nuovamente la sceneggiatura, Kazuko Tadano come Character Design dei personaggi e l'autrice originale Naoko Takeuchi che ha supervisionato la produzione del film, mentre Tomoya Takahashi ha preso il posto di Chiaki Kon come direttore. Studio Deen, coinvolto precedentemente nel prequel,è ancora in collaborazione con Toei Animation nella realizzazione del progetto.
Il teaser trailer rilasciato ad aprile ha anticipato la data d'uscita dei due film, "Estate 2023". I film sono successivamente usciti nei cinema giapponesi rispettivamente il 9 giugno (prima parte) e il 30 giugno (seconda parte).

## Distribuzione

### Giappone
Il film è stato distribuito in Giappone in due parti, uscite rispettivamente il 9 e 30 giugno 2023. L'edizione in DVD e Blu-Ray è stata resa disponibile dal 20 dicembre 2023.

### Occidente
I diritti di distribuzione per l'occidente di entrambe le parti del film sono stati acquisiti da Netflix e sono state pubblicate il 22 agosto 2024. Il trailer ufficiale dei film è stato pubblicato il 26 luglio 2024.